# Reid’s Palace

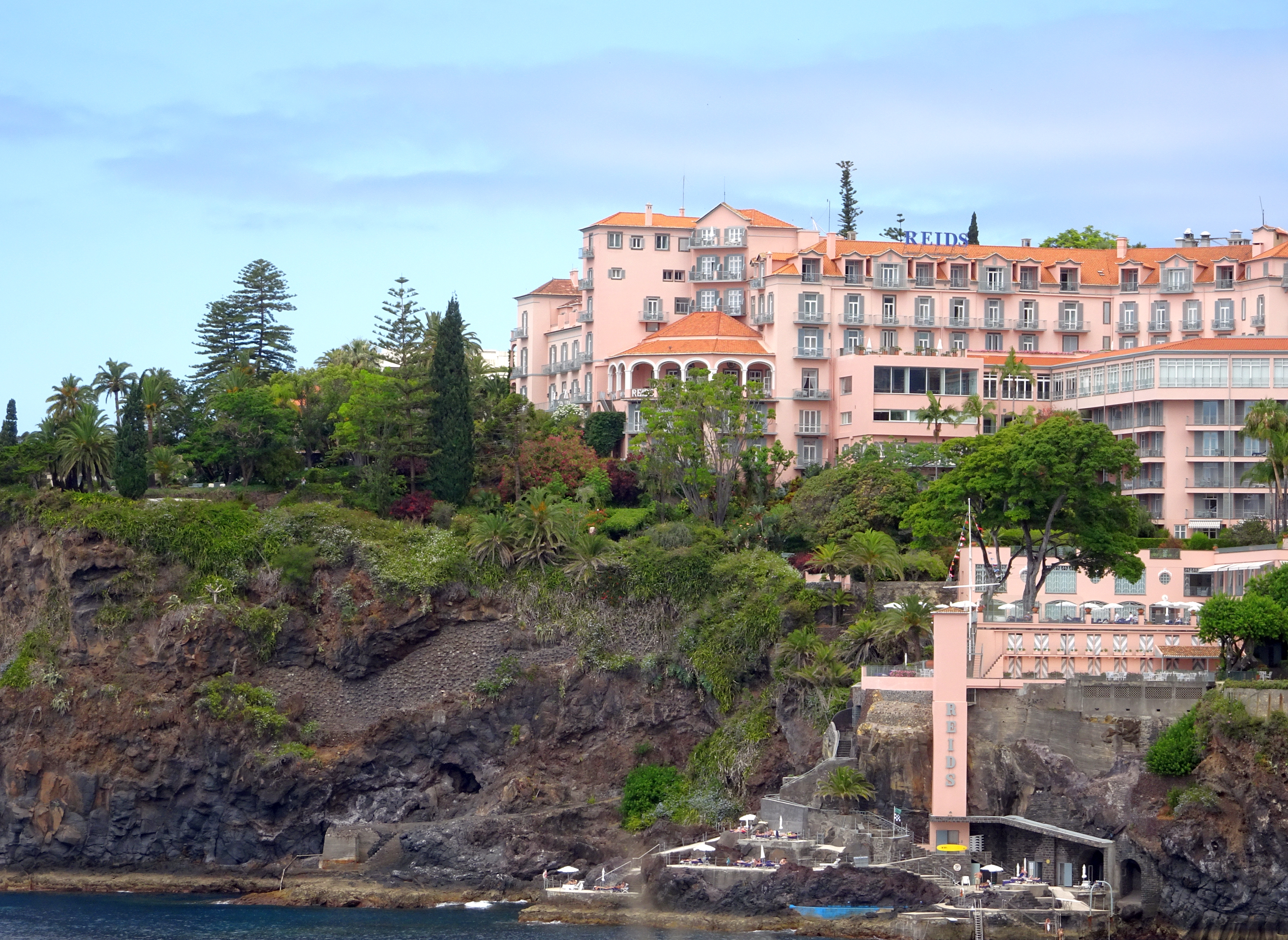
Komplex des Reid’s Palace, Sicht von der See (2016)

Belmond Reid’s Palace ist ein Luxushotel in São Martinho auf der portugiesischen Atlantikinsel Madeira. Das Fünf-Sterne-Hotel gehört seit 1996 zur Hotelkette Orient-Express Hotels Ltd., 2014 umbenannt in Belmond Ltd. und seit 2018 eine Tochtergesellschaft der LVMH.

## Lage
Das Hotel Reid’s Palace liegt oberhalb einer Steilküste auf einer Landzunge etwa 1,5 Kilometer westlich des Zentrums von Funchal. Zum Komplex des Hotels gehören mehr als 40.000 Quadratmeter Fläche, die als subtropischer Botanischer Garten angelegt sind. Die Straßenfront ist unauffällig gestaltet; die Schauseite des Hotelkomplexes liegt zum Meer.

## Geschichte

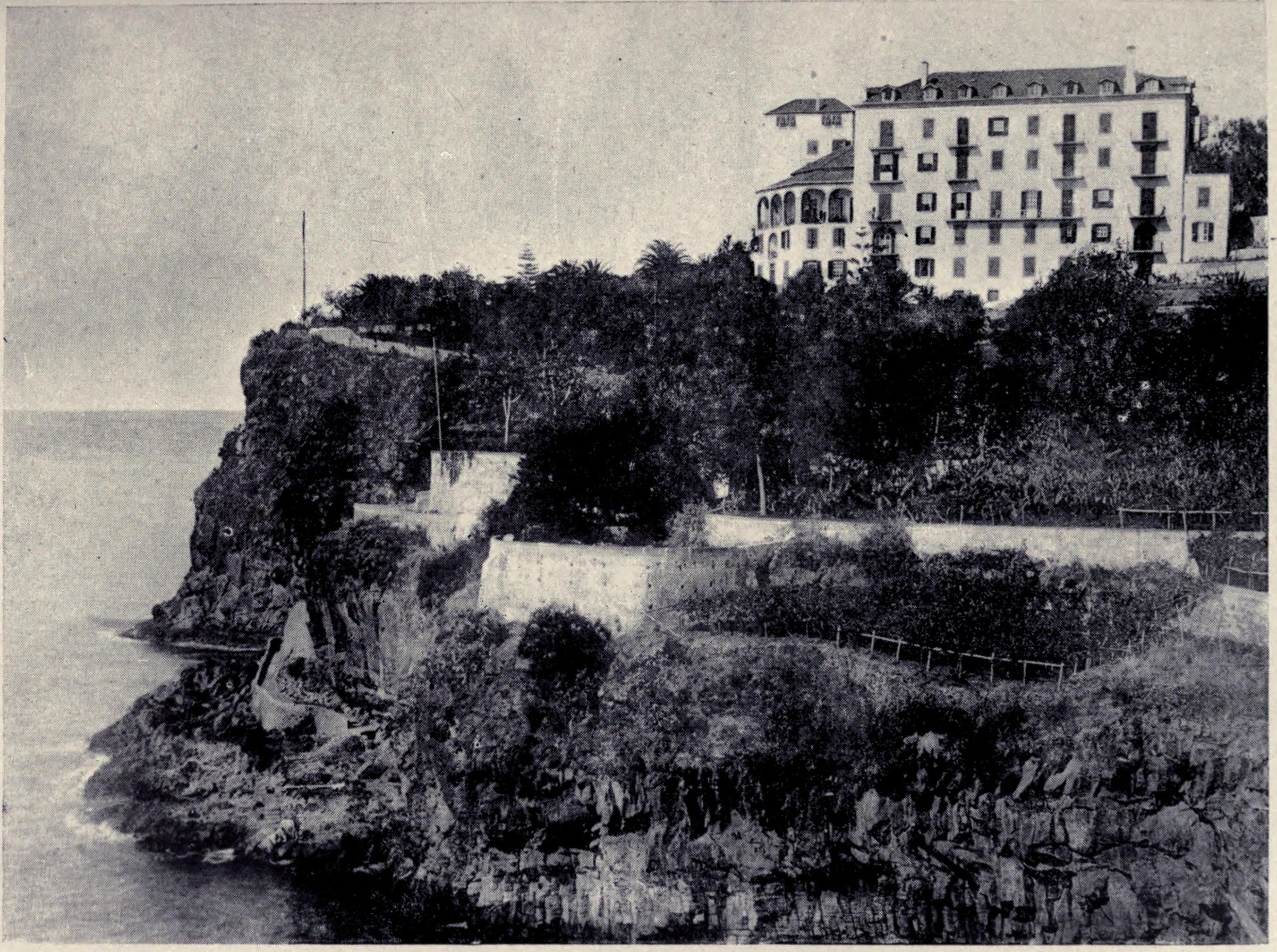
Reid’s Palace (1909)

Der Schotte William Reid, der sich 1836 des Klimas wegen auf Madeira niedergelassen hatte und als Weinhändler sowie später als Vermieter von Weingütern an vermögende Touristen zu Wohlstand kam, wollte sich mit dem Bau eines Luxushotels einen Traum erfüllen. Er kaufte ein felsiges Stück Land namens Salto do Cavalo westlich von Funchal und ließ den Architekten George Somers Clarke das Hotel entwerfen, das ab 1887 errichtet wurde. Reid starb ein Jahr später. 1891 wurde das Hotel vollendet. Es diente als Luxusherberge für Reisende, die mit dem Schiff nach Madeira reisten. Das Hotel wurde zunächst vornehmlich von wohlhabenden Briten aufgesucht, die den Tourismus auf Madeira prägten. Später entwickelte es sich zu einem Treffpunkt internationaler Gäste. Dem fünfstöckigen Hauptgebäude wurde ein sechsstöckiges Nebengebäude zugefügt.
Zu den Gästen gehörten der irische Dramatiker George Bernard Shaw und der britische Premierminister Winston Churchill, der sich ab 1950 mehrfach auf Madeira erholte und malte. Nach Shaw und Churchill sind die beiden Präsidenten-Suiten im Hauptgebäude mit jeweils etwa 120 Quadratmeter Fläche benannt. Auch Charlie Chaplin, der Hollywood-Star Gregory Peck und die britische Premierministerin Margaret Thatcher logierten im Reid’s. Kaiserin Elisabeth von Österreich-Ungarn verbrachte ein paar Monate im Reids. 
Im Jahr 2006 war das Hotel von Mitte Januar bis Mitte April geschlossen und wurde grundlegend renoviert. Das Hotel hat 163 Zimmer, davon sind 35 als Suiten ausgelegt.

## Nachmittagstee und Dinner Dance
Zur Tradition des Hotels gehört der Nachmittagstee, bei dem auf der überdachten Terrasse mit Blick auf den Atlantik oder in der Lounge im englischen Stil Tee mit Gurkensandwiches und Scones samt Clotted Cream auf Bone China der britischen Firma Wedgwood serviert wird und bei dem ein hoteleigener Dresscode gilt.
Gepflegt wird auch die Tradition des Dinner Dance am Samstag, auf den sich George Bernard Shaw im Alter von 68 Jahren im Hotel von einem Tanzlehrer vorbereiten ließ.

## Ausstattung und Atmosphäre
Das Hotel bietet zwei Tennishartplätze, ein Spa, Tischtennis und einen Kinderspielplatz. Die beiden rechteckigen Swimmingpools (einer mit Meerwasser, einer mit Süßwasser) liegen hoch über dem Meer auf einem Felsvorsprung. Für Badewillige sind auf den Felsen einige Liegemöglichkeiten geschaffen worden. Der Zugang ins Wasser erfolgt über eine steile senkrechte Leiter an den Felsen. Einen Strand gibt es nicht. 
Es gibt einen Computerraum mit diversen Spielmöglichkeiten. Die Wandelgänge im Hotel sind mit klassischen Möbeln ausgestattet. Dort hängen historische Fotos von Gästen des Hotels, darunter viele Angehörige des Hochadels. 
Im Hotel stehen mehrere Grand Pianos in diversen Durchgangsräumen, Sitzecken und Bars. Jeden Abend gibt es Live-Musik in der Bar. Das Hotel verfügt über ein eigenes Restaurant mit französischer Ausrichtung. In einem Nachbargebäude ist ein weiteres Restaurant, das eher mediterrane Speisen serviert. Am Weihnachtsabend findet im Barocksaal ein Dinner mit klassischer Musikbegleitung statt. Täglich werden gegen Gebühren Rundfahrten, Ausflüge, Weinproben, Tanzvorführungen oder kleine Informationsveranstaltungen angeboten.
Die Zimmerkategorien unterscheiden sich deutlich voneinander – vom Standardzimmer (für ein paar Hundert Euro pro Nacht) bis zur Suite (für ein paar Tausend Euro pro Nacht).